# Paropsia braunii
Paropsia braunii là một loài thực vật có hoa trong họ Lạc tiên. Loài này được Gilg mô tả khoa học đầu tiên năm 1908.